# Runar
För andra betydelser, se Runar (olika betydelser).
Runar är ett mansnamn med oklart ursprung men som enligt en förklaring är keltiskt och betyder älskad man. En annan förklaring är att det är ett fornnordiskt namn (från runa = bokstav, hemlig visdom och hari = krigare). Den 31 december 2009 fanns det 849 personer i Sverige med namnet Runar, varav 248 bar det som förstanamn/tilltalsnamn
Namnsdag: I den svenska almanackan tidigare 24 november, men från och med 2001 ersatt av Rune. I den finlandssvenska namnsdagslängden har Runar namnsdag 15 september sedan starten 1929, då en egen namnsdagskalender togs i bruk för finlandssvenskar.

## Personer med namnet Runar
- Rúnar Júlíusson, isländsk musiker
- Runar Tafjord, norsk musiker
- Runar Karlsson. åländsk politiker
- Runar Patriksson, rektor, kantor och politiker
- Runar Schildt, finlandssvensk författare
- Runar Søgaard, norsk pingstpastor